# Стърлинг (Колорадо)
Вижте пояснителната страница за други значения на Стърлинг.
Стърлинг (на английски: Sterling) е град в окръг Логан, щата Колорадо, САЩ. Стърлинг е с население от 12 589 жители (2005) и обща площ от 17,8 km². Намира се на 1181 m надморска височина. ЗИП кодът му е 80751, а телефонният му код е 970.